# Episodi di Medical Center (settima stagione)
La settima stagione della serie televisiva Medical Center è stata trasmessa in anteprima negli Stati Uniti d'America dalla CBS tra l'8 settembre 1975 e il 15 marzo 1976.
| nº | Titolo originale                | Titolo italiano | Prima TV USA      | Prima TV Italia |
| -- | ------------------------------- | --------------- | ----------------- | --------------- |
| 1  | The Fourth Sex (Part 1)         |                 | 8 settembre 1975  |                 |
| 2  | The Fourth Sex (Part 2)         |                 | 15 settembre 1975 |                 |
| 3  | Torment                         |                 | 22 settembre 1975 |                 |
| 4  | No Hiding Place                 |                 | 29 settembre 1975 |                 |
| 5  | The Velvet Knife                |                 | 6 ottobre 1975    |                 |
| 6  | Street Girl                     |                 | 20 ottobre 1975   |                 |
| 7  | The Price of a Child            |                 | 29 ottobre 1975   |                 |
| 8  | Too Late for Tomorrow           |                 | 3 novembre 1975   |                 |
| 9  | The Last Performance            |                 | 10 novembre 1975  |                 |
| 10 | Two Against Death               |                 | 17 novembre 1975  |                 |
| 11 | One Last Rebellion              |                 | 24 novembre 1975  |                 |
| 12 | The Eighth Deadly Sin           |                 | 1º dicembre 1975  |                 |
| 13 | Gift from a Killer              |                 | 8 dicembre 1975   |                 |
| 14 | The High Cost of Winning        |                 | 15 dicembre 1975  |                 |
| 15 | The Silent Witness              |                 | 29 dicembre 1975  |                 |
| 16 | A Very Private War              |                 | 12 gennaio 1976   |                 |
| 17 | You Can't Annul My Baby         |                 | 19 gennaio 1976   |                 |
| 18 | Child of Conflict               |                 | 2 febbraio 1976   |                 |
| 19 | The Stranger                    |                 | 9 febbraio 1976   |                 |
| 20 | A Touch of Sight                |                 | 16 febbraio 1976  |                 |
| 21 | Life, Death and Mrs. Armbruster |                 | 23 febbraio 1976  |                 |
| 22 | Major Annie, MD                 |                 | 1º marzo 1976     |                 |
| 23 | The Happy State of Depression   |                 | 8 marzo 1976      |                 |
| 24 | If Wishes Were Horses           |                 | 15 marzo 1976     |                 |